# André Champagne (acteur)
Pour les articles homonymes, voir André Champagne et Champagne.
André Champagne est un acteur français.

## Filmographie
- 1992 : Requiem pour un beau sans-cœur : prisonnier
- 1995 : Vents contraires (téléfilm) : Carlo
- 1995 : Les Fleurs magiques : Charles
- 1995 : Liste noire : Michel Gauthier
- 1998 : Elysian Fields : Wil
- 2005 : Casting (série télévisée) : Édouard Lauzier
- 2011 : Funkytown de Daniel Roby : régisseur Disco Danse Party